# João Pires Marinho
João Pires Marinho (1270 -?) foi um nobre português, senhor da Domus Fortis, denominada Torre de Marinhos, bem como do Solar dos Marinhos na freguesia de São Martinho de Alvaredo, próximo à Galiza, no termo de Valadares.

## Relações familiares
Foi filho de D. Pedro Anes Marinho (1250 -?) e de Sancha Vasques Sarraza (c. 1250 -?), filha de Vasco Peres Sarraza (1230-?) e de N. Anes da Nóvoa. Casou com Teresa Pais Marinho (c. 1270 -?) filha de Paio Pires Marinho (c. 1250 -?), de quem teve:
1. Pedro Anes Marinho (1300 -?) casou com D. Beatriz Rodrigues de Lima,
2. Sancha Anes Marinho (c. 1300 -?) casou com Paio Marinho,
3. Elvira Anes Marinho (1290 -?) casou com Pedro Álvares de Sotomaior (1290-?) filho de Álvaro Pais Sotomaior (1250 -?) e de Teresa Pais Rodeiro.